# Hire Kabbigere, Chitradurga
Hire Kabbigere là một làng thuộc tehsil Chitradurga, huyện Chitradurga, bang Karnataka, Ấn Độ.